# Ullens

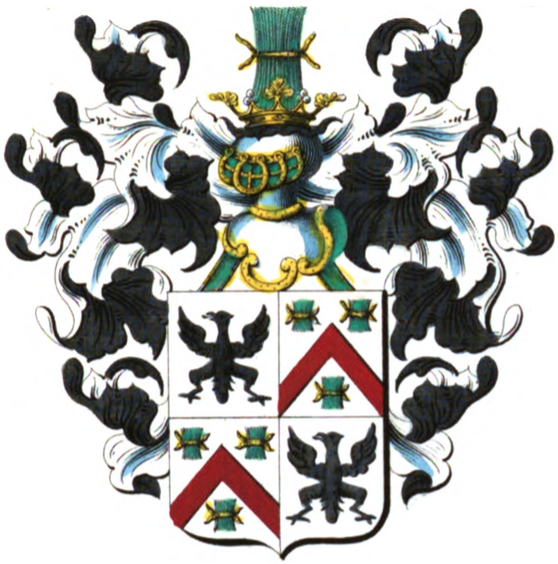
Wapen van de familie Ullens en Ullens de Schooten

Ullens is een Zuid-Nederlandse adellijke familie.

## Geschiedenis
In 1693 verhief koning Karel II van Spanje drie gebroeders in de erfelijke adel. Het ging om Henri en François Ullens, die vrijgezel bleven, en Jean-Baptiste Ullens, die nakomelingen had.
Antoine Ullens (1705-1783), zoon van Jean-Baptiste, trouwde met Marie van Delft (1711-1791). Ze hadden twee zoons. De oudste was Joseph Ullens (1739-1807), grootaalmoezenier van Antwerpen, heer van Halle en Strypen, die trouwde met Anne-Marie van der Borcht (1737-1793). Het is zijn zoon François die hieronder voorkomt onder de nieuwe adel, samen met de tweede zoon van Antoine, Jean-Baptiste Ullens.

## François Ullens
- François Joseph Ullens (Antwerpen, 21 april 1769 – 22 januari 1819) werd in 1816, onder het Verenigd Koninkrijk der Nederlanden, erkend in de erfelijke adel en benoemd in de Ridderschap van de provincie Antwerpen. Hij trouwde in 1791 met Marie-Thérèse Cornelissen de Schooten (1769-1843), dochter van François Cornelissen, heer van Schooten. Ze hadden zeven kinderen.
  - Joseph-Antoine Ullens (1792-1859), schepen van Antwerpen en provincieraadslid van Antwerpen, trouwde met Angelique van den Cruyce (1790-1840).
    - Herman Ullens (1825-1895), burgemeester van Mortsel, trouwde met Stéphanie Le Révérand (1833-1894).
      - Charles Ullens (1854-1908), advocaat en volksvertegenwoordiger, trouwde met barones Isabelle Whettnall (1868-1901), dochter van Edmond Whettnall (1843-1913), senator, burgemeester van Nieuwerkerken, en van gravin Nathalie d'Oultremont (1842-1870).
        - Antoine Ullens de Schooten Whettnall (1895-1973), privésecretaris van een Belgische eerste minister, trouwde in 1944 met Simone de Brouchoven de Bergeyck (1909-1975). In 1912 kreeg hij vergunning om de Schooten aan de familienaam toe te voegen[1] en in 1928 mocht hij er ook nog Whettnall[2] aan toevoegen. In 1969 werd hem de titel baron toegekend, overdraagbaar bij eerstgeboorte. Het echtpaar bleef kinderloos.
        - Jean Ullens de Schooten Whettnall (1897-1950), diplomaat, die eveneens de Schooten en Whettnall aan zijn naam mocht toevoegen, trouwde met Marie-Thérèse barones Wittouck (1905-1989).
          - graaf Charles-Albert Ullens de Schooten Whettnall (1927-2006) trouwde met gravin Madeleine Bernadotte (°1938), dochter van Carl-Gustaf (Belgisch) prins Bernadotte (1911-2003). In 1962 kreeg hij de titel graaf, overdraagbaar bij eerstgeboorte. Met afstammelingen tot heden. Het echtpaar scheidde in 1980 en zij hertouwde met Nico Kogevinas (1918-2006), met wie ze in 1977 een dochter kreeg.
            - graaf Jean-Charles Ullens de Schooten Whettnall (°1965) trouwde met Dorothée De Pauw (°1971) en in tweede huwelijk met Catherine Mattelaer (°1972)
            - Astrid Ullens de Schooten Whettnall (° 1971) is een actrice en scenarioschrijfster. Zij is gehuwd met de filmproducent, filmregisseur, scenarist en interieurarchitect Lionel Jadot (° 1969). Met afstammelingen tot heden.
            - Sophie Ullens de Schooten Whettnall (° 1973) is een kunstenares. Ze trouwde in 2009 met Michel Van Dijck (° 1963).

          - Isabelle Ullens de Schooten Whettnall (1930-2015), trouwde met Alain Jolly (1927-2006), bestuurder van de Tiense Suikerraffinaderij.
          - Guy Ullens de Schooten Whettnall (1935-2025), stichter van het Chinese Ullens Center for Contemporary Art, trouwde met Micheline Franckx (° 1932) en ze kregen vier kinderen. Hij kreeg de titel baron, overdraagbaar op alle afstammelingen. Na scheiding in 1999, hertrouwde hij met Myriam Lechien (1952-2023), die door haar stiefzoon werd vermoord.

        - Édouard Ullens de Schooten Whettnall (1898-1991), Belgisch ambassadeur, trouwde met gravin Alix d'Oultremont de Wegimont et de Warfusée (1915-2017). Hij werd baron in 1969. Met afstammelingen tot heden.

      - Alphonse Ullens de Schooten (1857-1944) trouwde met barones Pauline Osy de Zegwaart (1863-1912). Hij was burgemeester van Schoten. Ze hadden zes kinderen, met afstammelingen tot heden.
        - Joseph Ullens de Schooten (1892-1969), burgemeester van Schoten, trouwde met Dora Daly (1889-1942) en met Colette del Marmol (1907-1999).
          - Peter Ullens de Schooten (1920-1972), trouwde met Annie de Roissart (1920-2003).
            - Bernard Ullens de Schooten (° 1950), architect, trouwde met Agnès Lamberty (° 1947).
              - Maxime Ullens de Schooten (° 1985), wijnbouwer, oprichter van het champagnehuis Ullens. Hij werd in de Gault & Millau van 2020 uitgeroepen tot Vigneron de l'Année.

## Jean-Baptiste Ullens
- Jean Baptiste Joseph Ignace Ullens (Antwerpen, 30 juli 1740 – 29 november 1826), grootaalmoezenier van Antwerpen, trouwde met Jeanne van Havre (1749-1823). Ze hadden vijf kinderen. Deze familietak is in 1991 uitgedoofd in de mannelijke en in 2002 in de vrouwelijke lijn. In 1822 kreeg hij erkenning in de erfelijke adel.

## Voetnoten
1. ↑   Kon. besluit van 24 mei 1912, in herinnering aan de uitgedoofde familie Cornelissis de Schooten
2. ↑   Kon. besluit van 29 januari 1928, in herinnering aan de uitgedoofde familie Whettnall